# 浦上三番崩れ
浦上三番崩れ（うらかみさんばんくずれ）は、現在の長崎市の浦上地区で幕末に起きた隠れキリシタンの摘発事件である。
長崎で江戸時代中期から4度にわたって発生したキリシタン弾圧事件浦上崩れの3度目。
安政3年（1856年）、浦上村のキリシタンに関する密告があり、密告者の中に棄教した元隠れキリシタン、いわゆる「転び者」が含まれていたことから、この年の9月18日に帳方（隠れキリシタン組織の指導者）吉蔵らキリシタン15人が捕縛された。過去の浦上一番崩れはもっぱら訴えた庄屋の不正問題に話が移り、続く浦上二番崩れでは内部の慎重論もあって「証拠不十分」による関係者の釈放の形で終わっていたのに対して、今回は実際に「転び者」による告発があったことから、取調は大規模かつ徹底的に行われ、吉蔵以下役職にあった幹部のほとんどが獄死もしくは拷問によって殺害され、浦上のキリシタン組織は壊滅状態に陥った。
長崎奉行はこの件を、「村人は先祖代々の教えを禁じられたキリシタンの教えと知らなかった」ことによって生じた「異宗事件」として処理を行い、事件を矮小化し、キリシタンの存在を公式には認めなかった。なお、長崎県立長崎図書館には『異宗一件』と命名された事件に関する帳簿が現存している。